# Berzosa del Lozoya
Berzosa del Lozoya è un comune spagnolo di 144 abitanti situato nella comunità autonoma di Madrid.